# وضع تشريحي قياسي
الوضع التشريحي القياسي، أو النموذج التشريحي القياسي (بالإنجليزية: Standard anatomical position)‏، هو الموضع المرجعي المتفق عليه علميًا لمصطلحات الموقع التشريحي. تُستخدم الأوضاع التشريحية القياسية لتوحيد موضع الزوائد الحيوانية بالنسبة إلى الجسم الرئيسي للكائن الحي. يشار في التخصصات الطبية إلى موقع ما في الجسم بناءً على الوضع التشريحي القياسي.
تُفترض وضعية مستقيمة عند وصف محور من القريب إلى البعيد (اتجاهًا إلى أو بعيدًا عن نقطة التثبيت). يساعد هذا في تجنب الالتباس في المصطلحات عند الإشارة إلى نفس الكائن في وضعيات مختلفة. على سبيل المثال، إذا كان المرفق مثنيًا، تظل اليد بعيدة عن الكتف حتى إذا اقتربت من الكتف.

## علم التشريح البشري

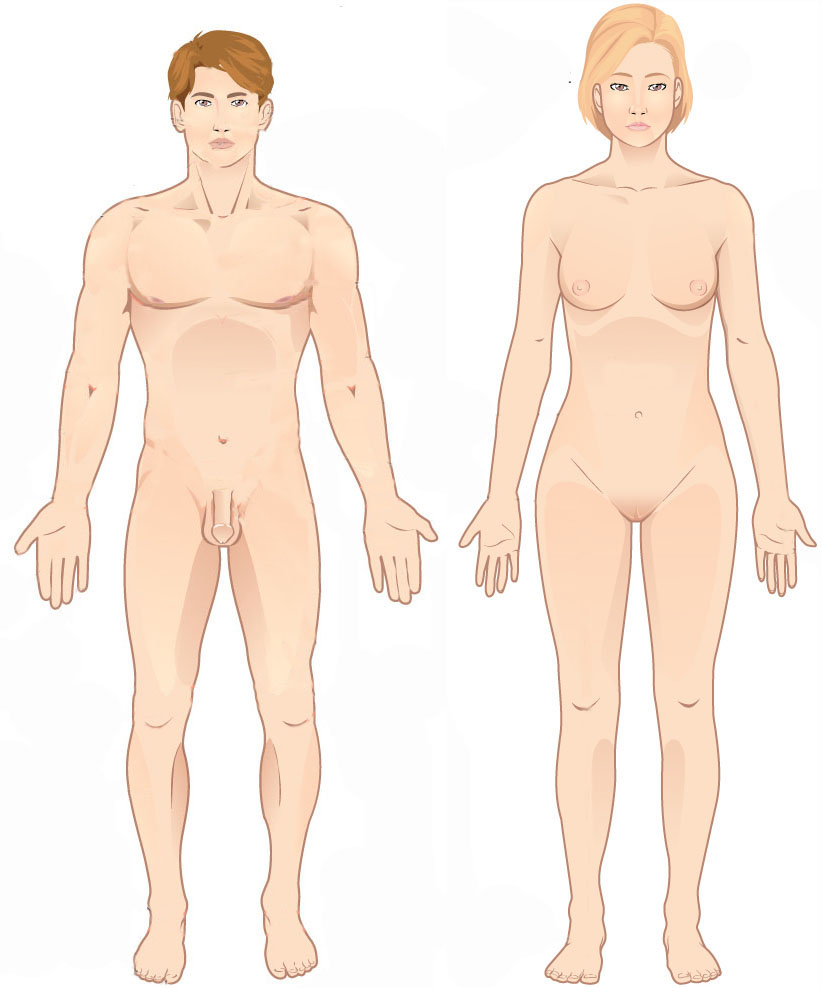
الوضع التشريحي القياسي في الذكر والأنثى

في الوضع الطبيعي للتشريح، يقف الجسم البشري مستقيماً وفي حالة الراحة. على عكس الوضع في الفقاريات الأخرى، يوضع الأطراف في وضعيات تذكرنا بوضعية الاستلقاء التي تفرض على الجثث خلال التشريح. لذا، يكون الجسم بحيث تكون قدميه معًا (أو مفصولة قليلاً)، وتدور ذراعيه إلى الخارج بحيث تكون راحتا اليدين متجهة للأمام، والإبهامان يشيران بعيدًا عن الجسم (الساعدين مستلقيان). بالإضافة إلى ذلك، تنقل الأذرع عادة قليلاً إلى الخارج عن الجسم، بحيث لا تلمس اليدين الجوانب. تحمل مواقف الأطراف (والأذرع على وجه الخصوص) آثارًا هامة على المصطلحات الاتجاهية في تلك الطرفين. يوصف القضيب في الوضع التشريحي في وضعه المنتصب ولذا يكون ملامسًا للبطن، وبالتالي يكون السطح الظهري للقضيب هو الأمامي في الواقع عندما يكون القضيب خمولًا.

### جمجمة
في البشر، اتفق عند المؤتمر الدولي على أن الوضع التشريحي للجمجمة يكون على مستوى الخط الفرانكفورت أو مستوى فرانكفورت، وهو وضع يكون فيه الحواف السفلية للمحجرات (العظام المحيطة بالعينين)، والمعروفة باسم المحاجر، والحواف العليا لقنوات الأذن، والمعروفة باسم الفتحات السمعية، جميعها في نفس المستوى الأفقي. وهذا يمثل تقريبًا جيدًا للوضع الذي يكون فيه الجمجمة إذا كان الشخص يقف بشكل عمودي ويواجه إلى الأمام بشكل طبيعي.

## تاريخ

### طائرة فرانكفورت
حُدِّد مستوى فرانكفورت في المؤتمر العالمي لعلم الإنسان في فرانكفورت أم ماين، ألمانيا، في عام 1884، حدّد كالوضع التشريحي لجمجمة الإنسان. اتخذ القرار بأن المستوى الذي يمر عبر الحافة السفلية للمحجر الأيسر (النقطة المعروفة باسم المحجر الأيسر) والحافة العليا لكل قناة أذن أو قناة سمع خارجية، وهي النقطة المعروفة باسم البوريون، كانت الأقرب إلى أن تكون متوازية تقريبًا مع سطح الأرض في الوضع الذي يحمل عادة فيه الرأس الشخص الحي. الإملاء البديل "مستوى فرانكفورت" مستخدم أيضًا على نطاق واسع ويوجد في العديد من القواميس الطبية، على الرغم من أن فرانكفورت هو الإملاء الحديث القياسي لاسم المدينة التي سميت عليه. يُعرف المستوى أيضًا باسم المستوى الأذني-المحجري.
يرجى ملاحظة أنه في الشخص الطبيعي، تقع كل من المحاجبين (orbitales) وكل من نقطتي البوريون في مستو واحد. ومع ذلك، بسبب التشوهات أو الأمراض، قد لا يكون هذا هو الحال دائمًا. تحديد المستوى يشير فقط إلى النقاط الثلاث المذكورة أعلاه، وهي كافية لوصف مستوى في الفضاء ثلاثي الأبعاد.
من أجل مقارنة جماجم الإنسان مع تلك التي تنتمي إلى بعض الأنواع الأخرى، خاصة الهومينيدات والقرود العليا، يمكن دراسة الجماجم في مستوى فرانكفورت. ومع ذلك، لا يعتبر مستوى فرانكفورت أن يكون الوضع التشريحي لمعظم الأنواع غير القردية.
يمكن أيضًا استخدام مستوى فرانكفورت كنقطة مرجعية في مجالات ذات صلة. على سبيل المثال، في التعويضات السنية، يُطلق على زاوية فرانكفورت-ماندبولار (FMA) الزاوية التي تتكون في تقاطع مستوى فرانكفورت مع مستوى الفك السفلي.

## حيوانات أخرى

### الأنياب
الوضع التشريحي القياسي عند الكلاب، هو وضع البطن في الجهة البطنية بجوار كل قدم واقفًا على السطح الداعم.

## أنظر أيضاً
- خط ريد الأساسي
- الشروط التشريحية للموقع